# On My Mind (песня Алекса Уоррена и Розэ)
On My Mind (рус. В моих мыслях) — песня американского певца Алекса Уоррена и новозеландской и южнокорейской певицы Розэ, выпущенная 27 июня 2025 года на лейбле Atlantic Records в качестве первого сингла из дебютного студийного альбома You’ll Be Alright, Kid.

## История
После выпуска хита номер один в американском чарте Billboard Hot 100 «Ordinary» и его продолжения «Bloodline» с Jelly Roll в 2025 году Алекс Уоррен объявил о своём дебютном студийном альбоме You’ll Be Alright, Kid и дате его релиза 18 июля. 18 июня он тизерил третий сингл альбома в видео на TikTok, на котором он подпевает тексту песни, наложенному на текст «Я обещаю, вы не угадаете, кто участвует в этом…», в то время как Розэ заглядывает в кадр. Она также прокомментировала пост: «Кто-нибудь может сказать мне, кто это». Уоррен также написал в подписи к посту, что «было бы СУМАСШЕДШИМ делом, если бы мы выпустили его в этом месяце…», намекая на дату релиза песни в июне. 20 июня они официально подтвердили своё сотрудничество над синглом «On My Mind», релиз которого запланирован на 27 июня. 23 июня Розэ опубликовала в TikTok видео, на котором она поёт под фонограмму новый фрагмент песни, с подписью «извините, @Alex Warren, я… должна была отдать им эту часть до её выхода в пятницу».

## Композиция и текст
«On My Mind» была написана Уорреном, Пак Чхэён, Александром Искьердо, Джоном Райаном и Джошуа Коулманом, причём последние двое также указаны в титрах как продюсеры. Она была описана как мрачная фолк-поп и фолк-рок баллада, характеризующаяся использованием ритмичной акустической гитары, духовых инструментов и бас-барабанов. В тексте песни выражается ностальгия по отношениям и тоска по любимому человеку после разрыва.

## Музыкальное видео
Сопутствующий музыкальное видео для «On My Mind» было выпущено 27 июня. Хотя Уоррен и Розэ снимали свои сцены по отдельности, в видео использовались переходы и изменения точки обзора камеры, чтобы объединить их вместе. В одной из сцен Уоррен заглядывает в кукольный домик, а камера приближается, чтобы показать Розэ внутри. Затем точка обзора переключается на неё, показывая Уоррен как гиганта через окно. В последних кадрах используются разделённые экраны Уоррен и Розэ по разные стороны стены, создавая впечатление, что они соседи в многоквартирном доме.

## Чарты

### Еженедельные чарты
| Чарт (2025)                         | Высшая позиция |
| ----------------------------------- | -------------- |
| Австралия (ARIA)                    | 91             |
| Канада (Billboard Canadian Hot 100) | 60             |
| Мир (Billboard Global 200)          | 57             |
| Ирландия (IRMA)                     | 53             |
| Япония (Billboard Japan)            | 12             |
| Нидерланды (Single Tip)             | 6              |
| Новая Зеландия (RMNZ)               | 10             |
| Великобритания (OCC UK Singles)     | 37             |
| США (Billboard Hot 100)             | 60             |
| США (Billboard Adult Pop Airplay)   | 29             |
| США (Billboard Pop Airplay)         | 36             |